# Barrage d'Hatillo
Pour les articles homonymes, voir Hatillo.
Le barrage d'Hatillo est un barrage en remblai constitué de terre et de roche et situé sur le fleuve Yuna à environ 6 km au sud-ouest de Cotuí dans la province de Sánchez Ramírez en République dominicaine. Avec une capacité de stockage de 710 000 000 m3, le réservoir du barrage est le plus grand du pays. Le but du barrage est de produire de l'énergie hydroélectrique, de fournir de l'eau pour l'irrigation et de contrôler les inondations. La centrale électrique située à la base du barrage contient un seul générateur avec une turbine Francis de 8 MW. La construction du barrage a commencé en août 1977 et s'est achevée en 1984,,,.

## Impact environnemental
L'Académie dominicaine des sciences a conclu en 2012 que la mine de Pueblo Viejo avait contaminé le barrage.